# Graham Moseley
Graham Moseley (Manchester, 16 novembre 1953) è un ex calciatore inglese, di ruolo portiere.

## Carriera
Ha totalizzato 189 incontri nella First Division inglese, prevalentemente con il Brighton, disputando anche la finale della FA Cup 1982-1983.
Ha al suo attivo anche 4 presenze in Coppa UEFA con la maglia del Derby County, vincendo nel 1975 alcuni trofei come la First Division e il Charity Shield, seppur ricoprendo il ruolo di riserva di Colin Boulton.

## Palmarès
- Campionato inglese: 1

Derby County: 1974-1975
- Charity Shield: 1

Derby County: 1975